# Drapelul Iordaniei

Drapelul național al Iordaniei

Drapelul Iordaniei, adoptat oficial la 18 aprilie 1928, se bazează pe steagul Revoltei arabe din 1917 împotriva Imperiului Otoman din timpul Primului Război Mondial. Drapelul este format din benzi orizontale negre, albe și verzi, care sunt legate de un triunghi roșu. Culorile reprezintă culorile pan-arabe, reprezentând califatele Abbasid (banda neagră), Omeiad (banda albă) și Fatimid (banda verde). Triunghiul roșu reprezintă dinastia Hașemită și Revolta arabă.

## Caracteristici
Pe triunghiul roșu este prezentată o stea albă cu șapte colțuri. Steaua reprezintă unitatea poporului arab. Steaua sa cu șapte colțuri se referă la cele șapte versete ale Al-Fatiha. Cele șapte puncte reprezintă credința într-un singur Dumnezeu, umanitatea, smerenia, spiritul național, virtutea, dreptatea socială și aspirația.

### Istorie

Primul drapel (1921-1928)
Al doilea drapel (1928-1939)

## Drapele militare

Drapelul Armatei Iordaniene
Drapelul Marinei Iordaniei
Drapelul Forțelor Aeriene Iordaniene